# N1运载火箭

土星五号和N1的比较：N1比土星五号略短，但起飞推力更大。然而土星五号上面级使用了氢氧发动机，而N1全部采用煤油液氧，所以土星五号的有效载荷重高于N1。土星五号13次发射全胜，而N1 4次发射全败。

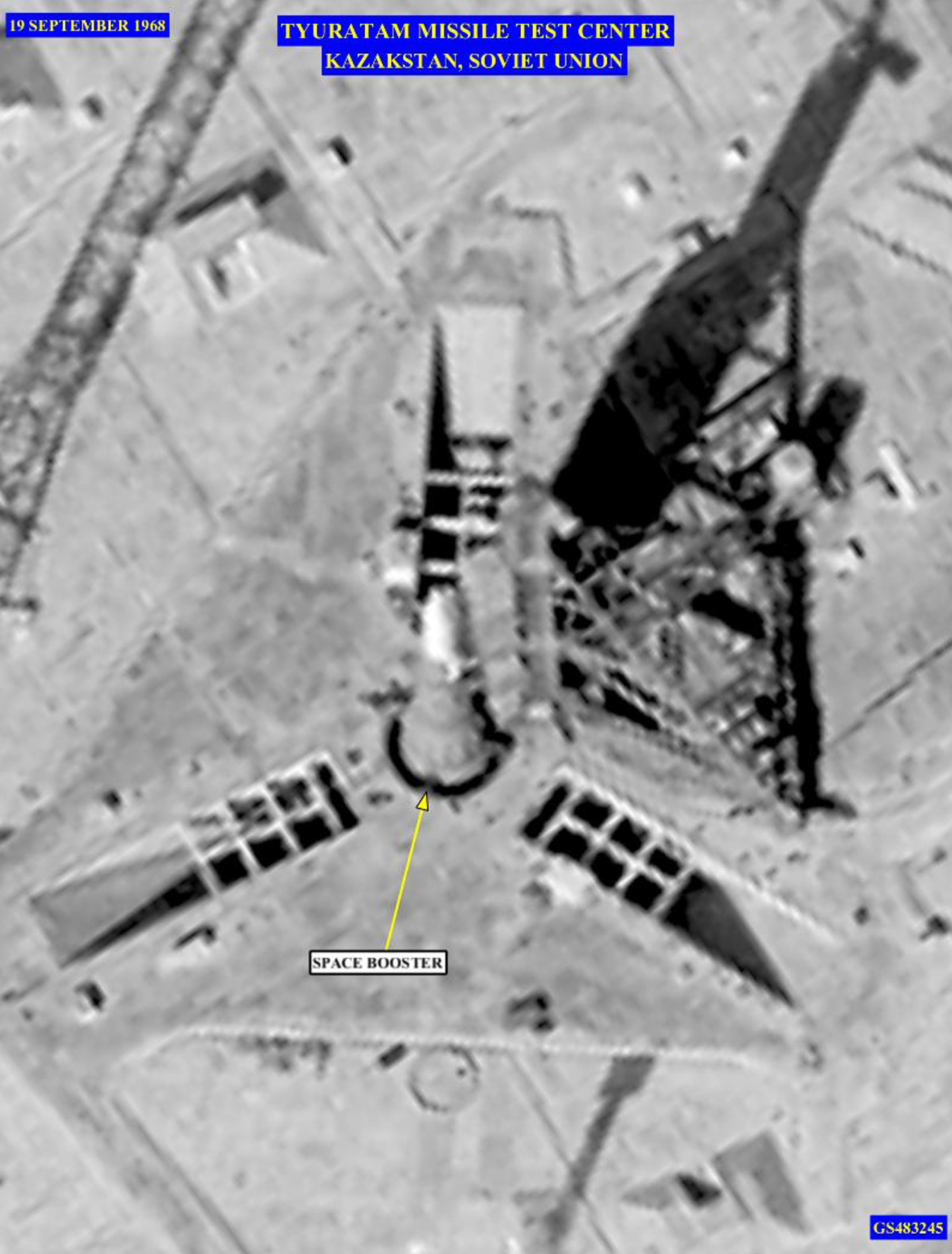
N1於拖架上

N1运载火箭是苏联研发的用来将苏联宇航员送到月球的火箭，也被西方人称为  G-1e 或 SL-15 。N1就是俄语（运载器）的缩写。N1运载火箭研发工作比土星五号晚，不仅资金短缺、未经测试，而且四次发射试验都失败了，于是苏联在1976年正式取消了这项工程。

## 历史
1959年在謝爾蓋·科羅廖夫的带领下，科罗廖夫设计局（OKB-1）开始研发N1运载火箭。原方案是在火箭的上面级使用一台核发动机，使之能够发射50吨的载荷，用于军用太空站和载人火星飞船的发射。其中N1火箭尺寸最大，N2稍小，N3最小。当时并没有展开实际研发，N系列还只停留于计划阶段。
1959年12月，在一场汇集了所有主设计师的会议上，设计师各自提出他们最新设计。科罗廖夫提出了N系列以及更保守的R-7。弗拉基米尔·切洛梅，科罗廖夫的对头，提出了他的"通用火箭"系列，使用一个通用的下面级搭配不同的模块来满足多种载荷需要。米哈伊尔·扬格利提出用R-26来代替R-16。最后，会议主持者决定将切洛梅的UR-100作为新的轻型洲际导弹，将扬格利的R-36作为重型洲际导弹方案，而他们认为没有使用科罗廖夫的超大型运载工具的必要，但给了他许多研发资金，以支持他将R-7改进为闪电号运载火箭（8K78）。
情况在1961年有了转机，3月在一次在拜科努尔举行的会议期间，诸位设计师一起探讨了N1方案和另一个正在设计中的R-20方案。6月，科罗廖夫得到了用于N1研发的小额经费。1961年5月，一份名为《重新考虑用于防御目的的航天运载器计划》中明确指出要在1965年试射N1火箭。
当美国在1961年5月宣布实施人类登月计划时，科罗廖夫提出了基于一种新型飞船（后来的联盟号）进行地球轨道交会的登月计划。这个计划需要发射数次来完成登月组件运用，一个是联盟号飞船，一个是登月舱，还有用于地月间推进的发动机和燃料的辅助设备。这降低了运载火箭的性能需求，但是以必须快速完成组件发射为代价的。因为必须在组件的燃料耗尽前进行组装。然而当时的苏联还是无力进行这样密集的发射。科罗廖夫于是研发50吨级版本的N1。
为了支持这个提议，瓦朗坦·格卢什科为科罗廖夫的方案提供了新型的RD-270发动机。这种发动机已广泛用于格卢什科的现有发动机设计和多种洲际导弹中。然而，RD-270使用的四氧化二氮和偏二甲肼产生的比冲低于煤油液氧组合。科罗廖夫认为高性能发动机必须用高性能燃料，而且也对使用联氨的安全性提出质疑。
分歧最终导致科罗廖夫与格卢什科的合作陷入僵局。1962年，设计委员会打破僵局并表示支持科罗廖夫的方案。因为格卢什科的退出，科罗廖夫不得不另寻出路，他找到了尼古莱·库兹涅佐夫（Nikolai Kuznetsov）的OKB-276设计局。库兹涅佐夫的火箭设计经验有限，他将一种根据海拔不同型号各异的发动机NK-15提交给科罗廖夫。为了达到要求的推力，有人提出在下面级周围使用数台NK-15，形成发动机群，这种环状结构中间留空，让空气通过。使空气和废气混合以增加推力，同时氧化废气中故意增多含量的燃料。N1第一级的环形发动机群形成了一种原始的气尖发动机。
同时，切洛梅提出一系列绕月飞行计划，他认为这样也可能击败美国。他还提出在推力器上使用由三台UR-200组成的发动机群，然而在格卢什科把RD-270交给切洛梅后，这个方案也被放弃。因为使用RD-270可以设计出更简单的发动机版本。这个方案就是UR-500。
当时的苏军尤其是战略导弹部队，并不支持这种对军事无益的政治工程。而科罗廖夫与切洛梅却极力促成登月计划。1961年至1964年间，切洛梅的保守方案被普遍认同，于是UR-500和联盟号 7KL1的研发被提上了日程。双子座计划让美国在太空领域领先于苏联，于是科罗廖夫向赫鲁晓夫施压，要求必须在美国之前进行载人登月。由于当时对地球轨道集合的研究甚少，以致最后不得不选用类似阿波罗计划的直接起飞方案。而这需要推力更大的助推器。
科罗廖夫于是提出了研制大型N1的想法，同时设计出新的登月飞船L3。L3飞船包含了地球推进发动机，改造后的联盟号 7K-L3和新的LK月球着陆器。而切洛梅提出了另一套方案，一艘已经开始研制的L1飞船和他自己设计的着陆器。 1964年8月，科罗廖夫的方案被选定，而切洛梅则继续他的环月飞船UR-500/L1的研发。
1964年赫鲁晓夫垮台后，两人重新开始了明争暗斗。1965年10月，苏联政府宣布：绕月飞行任务将使用切洛梅的UR-500搭配科罗廖夫的联盟号飞船，代替了切洛梅自己的探测器号飞船。第一次发射定于十月革命50周年之际的1967年。 而科罗廖夫坚持自己的N1-L3方案研究，虽然他赢得了这次学术争锋，但L1的研究也在继续。
1966年，科罗廖夫死于一次外科手术并发症，他的工作由他的助手瓦西里·米申（Vasily Mishin）接管。米申没有科罗廖夫的政治头脑，这个问题导致N1最后的失败，以致登月计划整体的失败。

## 描述
N1高105米（345英尺），在高度，质量和有效负载上仅次于世界第一的土星五号。N1-L3方案采用五级推进，前三级将飞船送入地球轨道，其余两级用于地月推进。 加满燃料满载情况下，N1-L3重2788吨（6.1百万磅）。 下面三级呈截锥体形，最下部直径约10米，这是受箭体内燃料箱形状的限制，一个较小的球形煤油箱在上部，较大的液氧箱在下部。上部分呈圆柱形，直径4.4米。
第一级A段，由30台NK-15发动机驱动，发动机排成两个环，外环24台，内环6台。这些发动机都是分级燃烧循环的先例。 控制系统基于发动机的差动节流，外环应付倾斜和偏转，安装在框架内的六个用于应付滚动。A段还装有四个栅格翼，这种平衡装置后来用在了苏联的空空导弹设计上。 A段总共产生4620吨（1000万磅力）的推力，远远超出土星五号的3469公吨（765万磅力）的推力。飞行过程中若部分发动机出现故障，控制系统会自动关闭该发动机及其对称布置的发动机 。N-1火箭允许关闭4台发动机。
第二级B段，由8台NK-15V发动机驱动，也排列成环形。NK-15V与15的区别就是吊钟形涡流室和高空发动机性能。 上面级V段，装了4台更小的NK-21发动机，排列成矩形。
在N1的研制过程中，不断有各种发动机改进方案。将第一级的NK-15改进为NK-33，将第二级发动机改进为NK-43，后面三级采用NK-31，改进后的NI被称为N1F，然而直至登月计划结束，这种改进型都没有试飞过。
比起土星五号，N1虽然推力更大， 但它只能将95吨的物体送入低地球轨道，而土星五号可以运送130吨物体。这是由于N1全箭都以煤油做燃料，而美国对氢氧燃料的研究起步早，使得土星五号设计时选用了比较成熟的氢氧发动机，以此获得了较高的效率。

## 存在问题
复杂的发动机群导致输送推进剂的管道设计也很复杂，而这种极端脆弱的结构是导致N1最后失败的罪魁。有趣的是，当时是否要花大价钱研发用于土星五号的F-1发动机还是一个争论的焦点，有一种设计方案就是采用类似N1的发动机群。而N1的失败证实这一方案并不可靠。
用于发射N1的拜科努爾太空發射場并不能水运。为了通过铁路运送火箭，箭体各级都被拆散再重新组装。 结果，许多潜在问题都不能即时发现并排除，例如有害震动（可能导致推进剂管道破裂），废气流体力学问题（可能导致箭体翻滚）。 
种种的技术失误，以及缺乏资金支持，N1从未经过严格的出厂测试，甚至N1每次爆炸都在一二级分离之前。计划的12次试飞也因前四次彻底失败而提前告终。 
登月计划取消后，米申继续N1F研发，希望这款火箭今后能用于发射一个类似美国天空实验室的大型太空站。 研究还是在1974年因格卢什科接替了米申而宣告终止。当时两枚N1F已经做好了发射准备。
紧随N1计划之后的是1976年的能源号／暴风雪号计划启动，以及质子火箭的研制。

## 遗物
两枚待飞的N1F火箭残体现在仍摆放拜科努尔，被当作储藏库。起动发动机被人为破坏以掩盖苏联破产的登月计划，以此欺骗美国以为登月竞赛还在继续。 这个秘密直到開放政策时期，火箭遗物被公开展示才公诸于众。
而N1F上的前进发动机未遭破坏，因为虽然火箭整体不可靠，但单独的NK-33和NK-43还是很先进可靠的。 约150台发动机被保留下来，90年代中期，俄罗斯政府把其中的36台以每台110万美元的价格卖给了喷气飞机公司。这家公司还取得了发动机的生产权。
由喷飞公司搭桥，日本的J-1和J-2火箭采用了3台发动机。 美国公司基斯特勒航天公司也在自己的火箭方案中采用了这种发动机。而在俄罗斯，直到2004年，剩余的70多台才重新启用，而这项采用N1发动机的新火箭研制计划也在2005年因资金短缺而破产。

## 发射历史
- 1969年2月21日：由于燃气发生器意外地高频振动，一处导管裂开，导致发动机失火。火势延伸到发动机控制系统，于是在飞行68.7秒后，发动机停机。[3] 火箭在69秒后在12,200米高空爆炸。
- 1969年7月3日：一颗松动螺柱被吸入燃料泵，导致控制系统停止了30台中的29台发动机， 发动机停机23秒后火箭爆炸，炸毁了发射塔，成为火箭应用史上最大规模的爆炸。[4][5]
- 1971年6月24日：起飞后就不正常转动，且超过了控制系统的可调范围，51秒后火箭在1千米高空爆炸。
- 1972年11月23日：40千米高空处，其中一台发动机遭遇纵向耦合振动，其他发动机程序性停机，导致4号发动机爆炸。